# Skál
Skál är ett berg i republiken Island. Det ligger i regionen Västlandet, 120 km nordväst om huvudstaden Reykjavík. Toppen på Skál är 556 meter över havet.
Runt Skál är det mycket glesbefolkat, med 2 invånare per kvadratkilometer. Närmaste större samhälle är Ólafsvík, nära Skál. Trakten runt Skál består i huvudsak av gräsmarker.